# Italijanščina
Italijánščina (italian ali lingua italiana) je romanski jezik, ki ga govori okoli 62 milijonov ljudi, med katerimi jih večina živi v Italiji. Standardna italijanščina temelji na florentinski govorici. Ima tudi dvojne (ali dolge) soglasnike kot latinščina (za razliko od večine sodobnih romanskih jezikov). Kot pri drugih romanskih jezikih, razen francoskega, je naglasno mesto v besedi lahko različno, običajno je na predzadnjem zlogu, če zadnji zlog nima akcenta.
Italijanščina je uradni jezik v Italiji in San Marinu, ter v švicarskih kantonih Ticino in Graubünden (it. Grigioni). Italijanščina je poleg latinščine drugi uradni jezik v Vatikanu, poleg slovenščine pa na slovenskih obalnem področju občin Koper, Izola in Piran, ter na Hrvaškem v Istri, kjer prav tako živi italijanska manjšina. Na Korziki govorijo narečje, ki je sorodno z italijanskimi narečji v bližnji Toskani. Kot pogovorni jezik je zelo razširjena med potomci izseljencev v Luksemburgu, ZDA, Argentini in Avstraliji, govorijo pa jo tudi na Italiji bližnji Malti in v Albaniji. Mnogo manj jo govorijo v bivših afriških kolonijah Italije, kot so Somalija, Libija in Eritreja.

## Razvoj italijanskega jezika
Italijanščina je romanski jezik in spada med indoevropske jezike.
Njena prednica je latinščina, razvila pa se je neposredno iz firenškega knjižnega jezika, ki so ga uporabljali Dante Alighieri, Francesco Petrarca in Giovanni Boccaccio v 14. stoletju. Na rabo tega jezika je vplivala tudi sicilijanska šola, še posebej pa književna dela Jacopa da Lentinija. Firenški jezik se je razvil iz ljudske latinščine (latino volgare), kar kaže na to, da knjižna latinščina ni neposreden prednik današnjega italijanskega jezika.
Prvi dokument, ki vsebuje ljudsko italijanščino, je Indovinello veronese (veronska uganka). To je stranski napis na enem izmed pergamentov španskega izvora, ki ga je našel Luigi Schiapparelli v veronski knjižnici leta 1924.
Knjižni jezik je zaradi obsežne produkcije književnih del ostajal bolj ali manj enak, govorjena različica jezika pa se je skozi čas vztrajno spreminjala. Nastali so številni dialekti, ki so še danes živi. Regije imajo med seboj zelo različne govore.
Italijanski jezik govori približno 60 milijonov prebivalcev Italije, pa tudi 10 milijonov izseljencev po vsem svetu. 125 milijonov ljudi govori italijanščino kot tuji jezik. Je peta na lestvici najbolj poučevanih jezikov: za angleščino, španščino, francoščino in nemščino.

## Abeceda in glasovi
Italijanska abeceda ima 21 črk. V primerjavi s slovensko, odpadejo j, k, č, š, ž, dodati pa moramo q. Kot v slovenščini, so samoglasniki a, e (è/é), i, o (ò/ó), u, ostali so soglasniki.
| #  | Črka | Ime          | IPA                 | Diakritično znamenje |
| -- | ---- | ------------ | ------------------- | -------------------- |
| 1  | A, a | a            | /a/                 | á, à                 |
| 2  | B, b | bi           | /b/                 |                      |
| 3  | C, c | ci [či]      | /k/ ali /tʃ/        |                      |
| 4  | D, d | di           | /d/                 |                      |
| 5  | E, e | e            | /e/ ali /ɛ/         | é, è                 |
| 6  | F, f | effe [éfe]   | /f/                 |                      |
| 7  | G, g | gi [dži]     | /ɡ/ ali /dʒ/        |                      |
| 8  | H, h | acca [áka]   | —                   |                      |
| 9  | I, i | i            | /i/ ali /j/         | í, ì, î              |
| 10 | L, l | elle [éle]   | /l/                 |                      |
| 11 | M, m | emme [éme]   | /m/                 |                      |
| 12 | N, n | enne [éne]   | /n/ ali /ŋ/ ali /ɱ/ |                      |
| 13 | O, o | o            | /o/ ali /ɔ/         | ó, ò                 |
| 14 | P, p | pi           | /p/                 |                      |
| 15 | Q, q | cu [ku]      | /k(w)/              |                      |
| 16 | R, r | erre [ére]   | /r/                 |                      |
| 17 | S, s | esse [ése]   | /s/ ali /z/         |                      |
| 18 | T, t | ti           | /t/                 |                      |
| 19 | U, u | u            | /u/ ali /w/         | ú, ù                 |
| 20 | V, v | vu ali vi    | /v/                 |                      |
| 21 | Z, z | zeta [dzéta] | /ts/ ali /dz/       |                      |

Trije slovenski fonemi v italijanščini ne obstajajo, in sicer tisti, ki ga zapisujemo s črkama h in ž ter polglasnik Ə (zapisan kot e v besedi pes). Sta pa v rabi druga dva glasova, in sicer palatalna l (zapisan kot gl, podobno slovenskemu lj) in n (zapisan kot gn, podobno slovenskemu nj). Italijanska zveneča soglasnika  ʤ (v italijanščini se piše kot gi (dži) oz. ge (dže), v slovenščini pa kot dž) in ʣ (piše se kot z oz. zz) sta v slovenščini zelo redka (pojavljata se samo v besedah tujega izvora in kot alofona fonemov ʧ (pišemo ga kot č) in ʦ (c) pred zvenečimi soglasniki). Razen tega v slovenščini ne obstajajo dvojni soglasniki. Nekateri italijanski glasovi se zapisujejo drugače kot na Slovenskem.
Italijanska črka c se bere kot slovenska k ali č. Če ji sledijo a o u ali soglasnik, je vedno k. Če ji sledita i ali e, se bere kot č. Kadar hočemo brati k tudi pred i in e, moramo zapisati chi in che. To je edina raba črke h, ki torej velja samo kot nekakšen razločitveni znak. Obratno, kadar hočemo brati ča čo ču, moramo zapisati cia cio ciu. Popolnoma enako se vede g, ki se pred i in e omehča v dž (izgovor kot v besedi Madžar).
| pišemo. . . . . . . | beremo   |
| ------------------- | -------- |
| ca - ga             | ka - ga  |
| che - ghe           | ke - ge  |
| chi - ghi           | ki - gi  |
| co - go             | ko - go  |
| cu - gu             | ku - gu  |
| cià - già           | ča - dža |
| ce - ge             | če - dže |
| ci - gi             | či - dži |
| ciò - giò           | čo - džo |
| ciù - giù           | ču - džu |

Italijanska črka z se lahko bere kot slovenski c (v besedi raca) ali kot dz (izgovor kot c v priimku Kocbek). Sicer se o tem precej razpravlja, ker je izgovor dokaj različen v raznih predelih Italije, a končnoveljavnega pravila za izgovor ni. V poštev pridejo nekatere splošne ugotovitve, od katerih pa nobena ni absolutne vrednosti, na primer: z se izgovarja kot dz, če stoji po glasu n (romanzo [romàndzo]) ali med dvema samoglasnikoma (Lazzaro [Làdzaro], vendar mazza [màca]) in na začetku privzetih (zingaro [dzingaro]) ali tehničnih besed (zero [dzero]). Bere se kot slovenski c v nekaterih obrazilih izpeljank npr. –anza, -ezza (speranza, bellezza [sperànca, belèca]), za glasoma l in r (balza, forza [bàlca, fòrca]), pri glagolih na –izzare (attizzare [aticàre]).
Italijanska črka s se bere s v vseh zvezah, razen med dvema samoglasnikoma in pred zvenečimi soglasniki, kjer se bere z (rosa beri kot roza; Slovenia beri kot Zlovenia).
Slovenski glas š se v italijanščini piše sci, s podobnim pravilom, ki velja za k/č:
| pišemo | beremo |
| ------ | ------ |
| scià   | ša     |
| sce    | še     |
| sci    | ši     |
| sciò   | šo     |
| sciù   | šu     |

Črka q stoji vedno pred u in samoglasnikom. Edine možne oblike so torej qua que qui quo, kar beremo kuà kuè kuì kuò (nikoli kva kve kvi kvo!). Edina beseda, ki ima dvojni q je soqquadro (sokkuàdro).
Italijanska skupina črk gl se pred samoglasnikom i bere lj, pred ostalimi samoglasniki normalno gl. Redke izjeme beremo gl in ne lj (npr. anglicismo [angličìzmo]; glicine [glìčine]; geroglifico [džeroglìfiko]; negligente [neglidžènte]).
Italijanska skupina črk gn se vedno bere nj (npr. Spagna [spànja]; gnomo [njòmo]; bagno [bànjo]).

## Naglas in opuščaj
Kadar v italijanščini pade naglas (accento) na zadnji zlog, to je na krajni samoglasnik, je treba naglas tudi zapisati, navadno s krativcem (à, è, ì, ò, ù). Drugje, razen v posameznih izjemah, naglasa ne pišemo. Navadno ostrivca uporabljamo samo s črko e v besedah kot so perché (zakaj/ker), poiché (ker), trentatré (triintrideset), viceré (podkralj), né (niti), sé (osebni zaimek), poté (iz glagola potere: moči, smeti), batté (iz glagola battere: tolči, premagovati).
Važno mesto zavzema v italijanskem jeziku opuščaj »'« (apostrofo), ki nadomešča izpuščene samoglasnike na koncu besed. Tako na primer ne smemo pisati quella amica (= tista prijateljica), temveč quell'amica; raba opuščaja je obvezna. Drugi primeri so: un po' (namesto un poco), va' via (vai via), fa' così (fai così).

## Spolnik ali člen
Člen (articolo) je najpogostejša beseda v italijanskem jeziku in tudi najtežje razumljiva za nas, ki ga v svojem jeziku ne poznamo. Lahko trdimo, da ima večkrat težave z njim tudi dober poznavalec in reden uporabnik italijanščine.
Člen je lahko določni ali nedoločni. Določnega (il, lo, la) prevajamo s približnim ta-to, nedoločnega (un, una) pa z neki-neka. Primer: il cavallo pomeni ta konj ali konj, o katerem govorimo; un cavallo je neki konj ali konj, o katerem nimamo podatkov. Člen, ki je praviloma vedno navzoč, postane še težje razumljiv, ko je odsoten oziroma izpuščen. Čeprav ima slovnica pravila za vse te primere, je raba člena tudi stvar osebnega sloga.
Členi:
- Določni:
  - Moški:
    - Ednina: il, lo
    - Množina: i, gli

  - Ženski:
    - Ednina: la
    - Množina: le
- Nedoločni:
  - Moški:
    - Ednina: uno, un
    - Množina: dei, degli

  - Ženski:
    - Ednina: una, un' (pred besedo, ki se začne z vokalom)
    - Množina: delle